# Грихалва
Грихалва (на испански: Río Grijalva) позната и като река Табаско, е река в югоизточната част на Мексико, дълга 480 км. Наречена е на името на Хуан де Грихалва, който посетил района през 1518 г. Реката извира от платото Чиапас и тече към щата Табаско през каньона Сумидеро до залива Кампече. Водосборният басейн на реката е с площ 134,400 км2.
След протичането си през езерото Нецахуалкойотл, язовир, създаден посредством хидроелектрическия бент Малпасо, река Грихалва се обръща на север, а после и на изток, протичайки почти паралелно на границата между щатите Чиапас и Табаско. Протичайки през Вилахермоса, където през 2001 г. е открит въжен мост над реката, реката приема главния ръкав на река Усумасинта и се влива в Мексиканския залив, приблизително на 10 км северозападно от Фронтера. Реката е плавателна за малки лодки на около 100 км. нагоре по течението.